# Stenaspidius nigricornis
Stenaspidius nigricornis är en skalbaggsart som beskrevs av John Obadiah Westwood 1848. Stenaspidius nigricornis ingår i släktet Stenaspidius och familjen Bolboceratidae. Inga underarter finns listade i Catalogue of Life.